# 砂州

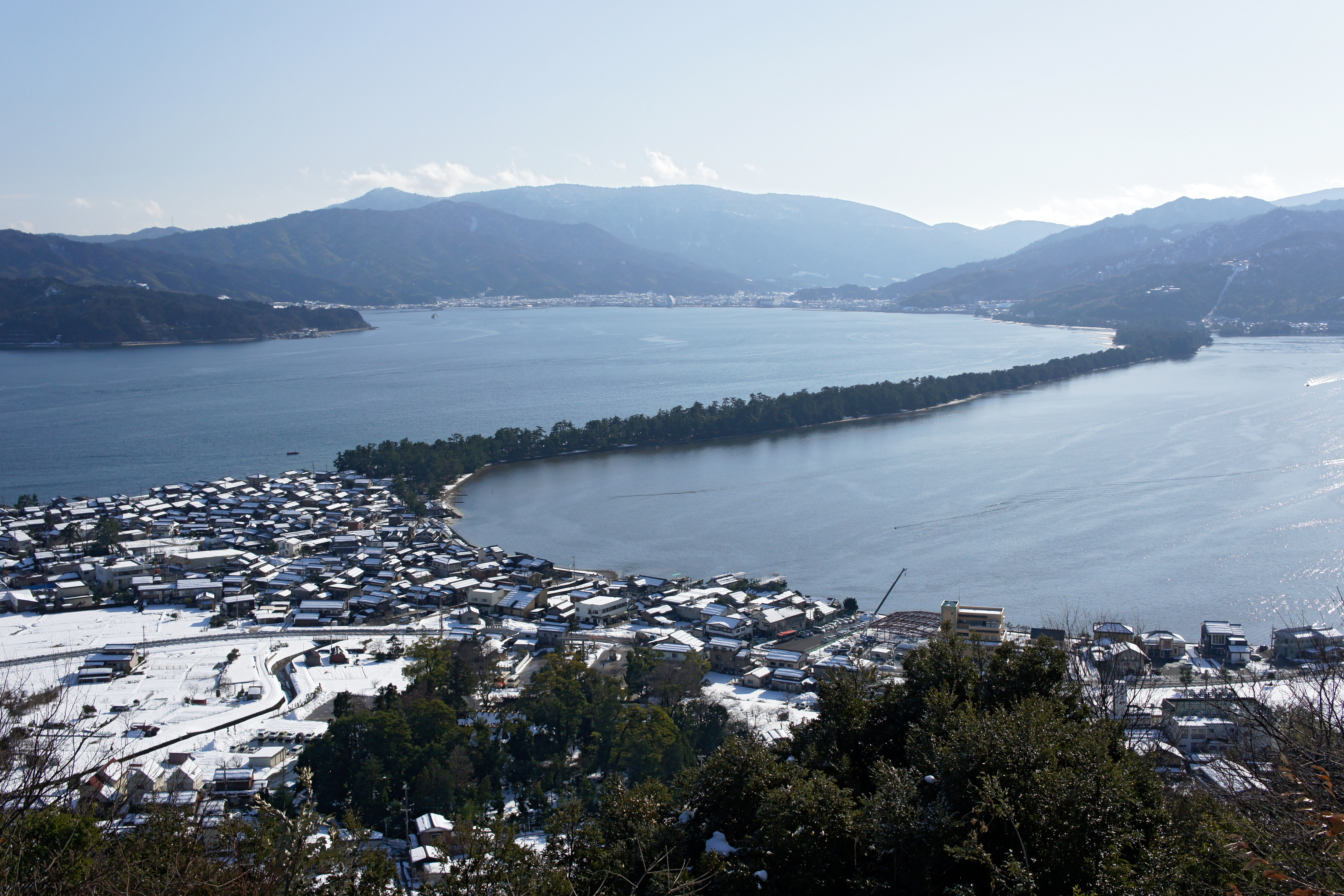
天橋立（湾口砂州）

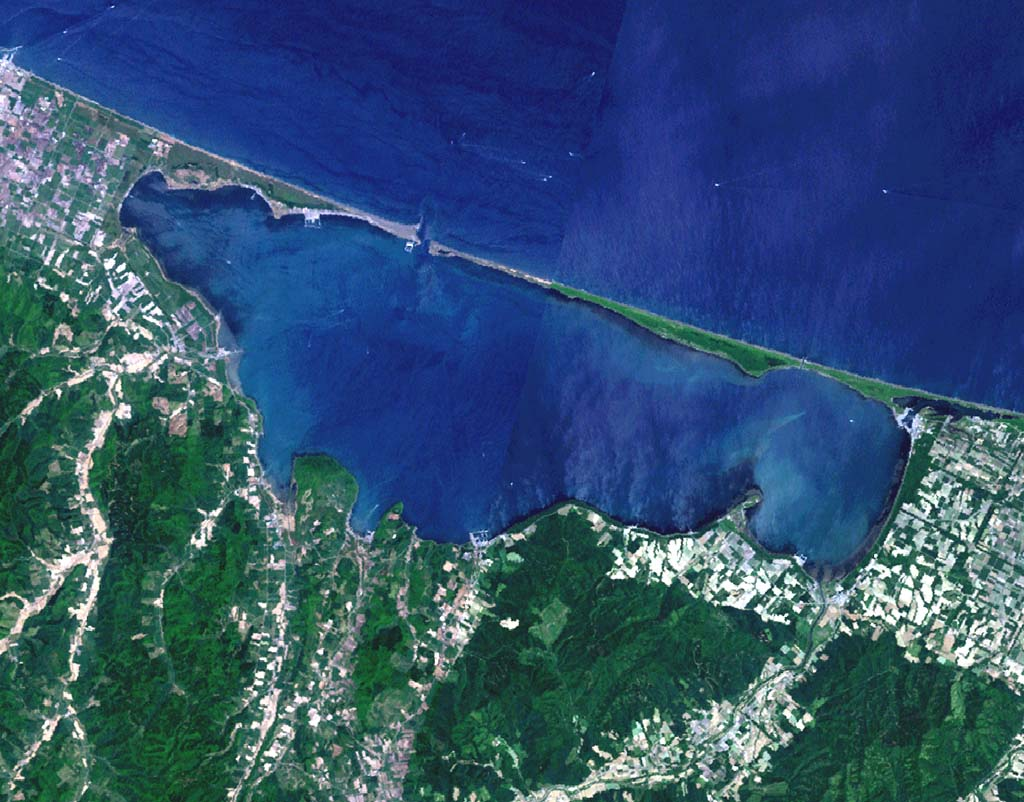
サロマ湖の衛星画像。海と潟湖が砂州で隔てられている。

砂州（さす）とは、流水によって形成される砂の堆積構造。河口付近では、波と沿岸流によって形成される細長い堆積地形であり、海岸や湖岸の近くに見られる。岩石海岸が浸食されてできた砂や礫、あるいは河川から流れ込む土砂によって構成される。

## 概要
日本では一般的に湾口にできた砂嘴が発達し、対岸またはその付近までに至った地形と言われるが、砂州と砂嘴との厳密な区分基準は定義されていない。
砂州には様々な種類があり、湾口砂州・湾央砂州・舌状砂州・環状砂州・河口砂州・陸繋砂州（トンボロとも呼ぶ）などに分類される。海岸線に沿って伸びるバリアーも砂州と呼ばれることがあるが、日本にはこのタイプの砂州はない。なお、専門書・教科書・辞書によって使用語がかなり異なり、国内外において用語が統一されていない現状にある。
砂州によって隔てられた水域を潟湖（ラグーン）と呼ぶ。陸繋砂州は陸繋島と陸地をつなぐ部分である。

## 主な砂州

### アジア

#### 日本
- サロマ湖 （北海道北見市・同常呂郡佐呂間町・同紋別郡湧別町）
- 天橋立 （京都府宮津市）
- 小天橋 （京都府京丹後市）
- 弓ヶ浜 （鳥取県米子市・同境港市）
- 波の橋立 （山口県長門市）
- 曲崎 （熊本県苓北町）
- 長目の浜（鹿児島県薩摩川内市・上甑島）

##### 陸繋砂州
- 北海道函館市旧市街 - 函館山と函館段丘間に形成された長さ3km、幅600m（埋立部を除く）の扇状の地形[3]
- 男鹿半島 - 秋田県
- 江の島 - 神奈川県藤沢市
- 大瀬崎 - 静岡県沼津市
- 和歌山県串本町市街
- エンジェルロード （香川県土庄町）
- 丸山島エンジェルロード （香川県三豊市詫間町）
- 海の中道 （福岡県福岡市東区）
- 上甑島・旧里村 （鹿児島県薩摩川内市）

（陸繋島も参照）

#### インド
- シュリーハリコータ - インドのベンガル湾に面した全長数百kmにも及ぶ砂州

### 北アメリカ
- ケープ・カナベラル - アメリカ合衆国フロリダ州

### ヨーロッパ
- クルシュー砂州

#### 陸繋砂州
- ラス・パルマス・デ・グラン・カナリア市街（スペイン・カナリア諸島）
- モンテ・アルジェンターリオ（イタリア）

## 河川における砂州
河川では、中規模な河床形態として規則的に出現する砂の堆積、侵食パターンを砂州という。形成は、河幅と水深の比により左右され、おおよそ10倍から20倍程度以上となる河川の区間で出現する。砂の堆積が左岸、右岸交互に出現する砂州を交互砂州。川幅が広がると、交互砂州の組み合わせが進み左岸、右岸の堆積、侵食が同じ場所で生じる複列砂州、さらに複列砂州の組み合わせが進み鱗状砂州となる。大井川では、14列にも及ぶ鱗状砂州が存在している。